# Flora und Jolanthe

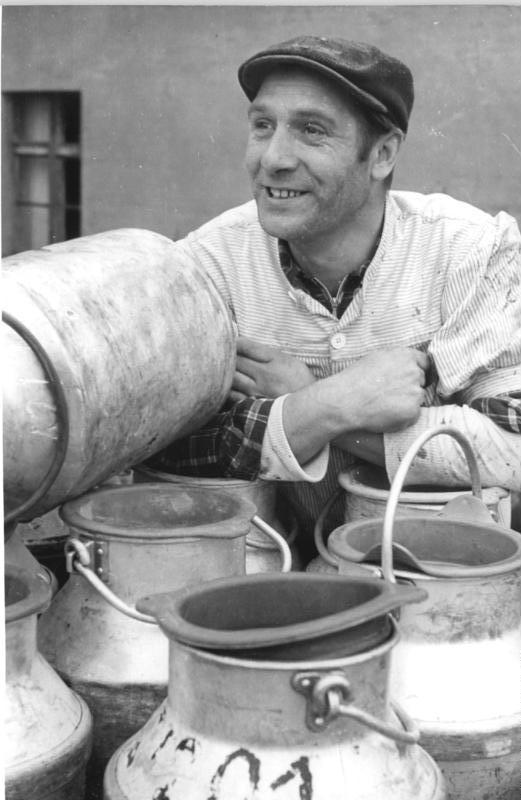
Propagandabild der DDR. Originalbeschreibung: „Vor dem 7. Plenum des ZK der SED / Milchproduktion wird verdoppelt. ‚Den Brief von Walter Ulbricht an Flora und Jolanthe habe ich gelesen. Unser Plan sieht 90.000 Kilo Milch vor. Bis Jahresende werden wir aber 120.000 Kilo an die Molkerei liefern. Im nächsten Jahr ist es unser Ziel, mindestens 170.000 Kilo Milch für die Versorgung der Bevölkerung bereitszustellen. Jetzt haben wir 46 Kühe. Aus eigener Nachzucht werden es 1960 dann insgesamt 66 sein. Das ist zwar auch noch zuwenig, doch wird laufend weiter aufgebaut‘, erzählte Melker Richard Eisenblätter aus der LPG Eichwege im Kreis Forst.“

Flora und Jolanthe waren zwei fiktive Tiere, welche von 1959 bis 1961 in der DDR vor allem in der Zeitung Neues Deutschland zu Propagandazwecken geschaffen und genutzt wurden.

## Entstehung und Geschichte
Erstmals erwähnt wurden die Kuh Flora und das Schwein Jolanthe in einem Artikel des Neuen Deutschland, damals Zentralorgan der SED, vom 31. Oktober 1959. Dort war zu lesen:

„Wir heißen Flora und Jolanthe und sind die ausgewählten Interessenvertreter unserer Gattung. Wir wollen tun, was wir tun können, damit unsere Krippen und Tröge trotz der Trockenheit so gut gefüllt werden, wie es irgend noch möglich ist. Darum fahren wir kreuz und quer durch unsere Republik und besuchen alle die, die uns und unseren Artgenossen helfen können. Wir wollen prüfen, wie beispielsweise die Räte der Kreise … oder die Gemeindevertretungen wirken, um unsere Futtersorgen zu mildern, welche Genossenschaft, welcher landwirtschaftliche Betrieb uns besonders entgegenkommt und Futter für die Gebiete bereitstellt, denen es daran mangelt, und wer aus Eigensucht seine vollen Speicher verschließt und nicht an den Nachbarn denkt“

In der folgenden Zeit wurde im Neuen Deutschland über die zwei in einer eigenen Rubrik „Flora und Jolanthe“ berichtet. In den Berichten wurde über die Bemühungen geschrieben, ausreichend Viehfutter zur Versorgung der Tiere zu organisieren. Dabei wurden auch namentlich einzelne Funktionäre kritisiert und insbesondere LPG-Mitglieder, die den Plan übererfüllten, gelobt. Die Figuren wurden von Arnolf Kriner in Zusammenarbeit mit dem Grafiker Klaus Arndt entwickelt.
Walter Ulbricht schrieb in einem am 28. November 1959 veröffentlichten Aufruf einen Brief an Flora und Jolanthe. In diesem beschrieb er „Ergebnisse der Ernährungswissenschaften“, die besagen, dass mehr Butter verzehrt würde, als der „Gesundheit optimal dienlich“ wäre.
Mehrere Filme wurden mit den beiden als Akteure gedreht. 1960 wurden vom VEB Plüschwarenfabrik Gehren von Flora und Jolanthe als Kampagnefiguren für die Werbung um verbesserte landwirtschaftliche Produktion Puppen hergestellt. Mehrmals wurden Filme für den DFF zu den Hauptsendezeiten mit den beiden gedreht. Beim V. Fest des deutschen Volkstanzes im Juli 1960 in Rudolstadt waren sie Namensgeberinnen der Massenchoreographie mit 800 Tänzern und Tänzerinnen aus acht Bezirken der DDR.
Flora und Jolanthe waren zu verschiedenen Anlässen Plakatmotiv. Unter anderem in „FDJ – Da freuen sich Flora und Jolanthe! – Schüler aus dem Landkreis Güstrow fahren zu den – Arbeiter- und Bauernfestspielen nach Schwerin.“ oder auf dem von Arno Fleischer geschaffenen Plakat Baut Ställe / Jeder 20 Stunden im NAW für Flora und Jolanthe. Von der DEWAG wurde eine Plakatserie mit den zwei Figuren herausgegeben unter dem Motto „Keiner siegt ohne den andern!“, welche besonders in Bezirken mit vielen in der Landwirtschaft Beschäftigten weit verbreitet wurde.
Im Bezirk Neubrandenburg war die LPG vom Typ 1 in Bobbin/Friedrichshof als „LPG Flora und Jolanthe“ benannt.
Die Kampagne lief knapp zwei Jahre. In einem einige Jahre später (1966) erschienenen Bericht des Neuen Deutschlands hieß es: „Sie rüttelten an Stalltüren, machten dem Bürokratismus das Leben sauer. So wurden diese beiden zu Freunden der Bauern und Landarbeiter. [...] daß die Krippen und Tröge ihrer Artgenossen immer gut gefüllt waren, wenn unsere Landwirtschaft heute 98 Prozent des Schlachtviehbedarfes, 92 Prozent der Butter und den gesamten Milchbedarf aus eigenem Aufkommen decken kann, dann haben sicher auch Flora und Jolanthe daran ihren Anteil.“

## Hintergrund
Auch wenn die Trockenheit im Sommer 1959 der Regierung die Versorgung der Bevölkerung mit Lebensmitteln weiter erschwert hatte, lagen die wahren Ursachen der Versorgungskrise eher in der allgemeinen Misswirtschaft unter den Bedingungen der Planwirtschaft. Walter Ulbricht räumte dies auch selbst ein und schrieb am 28. November 1959 im Neuen Deutschland davon, dass in manchen Gebieten das Futter nicht geerntet wurde und in anderen durch unsachgemäße Lagerung verdorben war beziehungsweise falsch angewendet nicht zum optimalen Naturalertrag auf den Betrieben führte.
Verschärft wurde die Situation durch den erhöhten Verbrauch vorher rationierter Lebensmittel, nachdem 1958 auch in der DDR die Lebensmittelmarken abgeschafft worden waren. Im zweiten Halbjahr 1958 war es zu einem zwischen 10 und 20 Prozent höheren Umsatz bei sämtlichen wichtigen Nahrungsmitteln gekommen. Die landwirtschaftliche Produktion war nicht in der Lage, den Bedarf zu bedienen.
Auch die wieder verstärkt forcierte Kollektivierung führte zu massiven Ertragseinbußen, weil insbesondere erfolgreiche Landwirte sich verweigerten und lieber in die Bundesrepublik flüchteten. Problematisch war für die DDR-Führung auch, dass unter dem starren Planwirtschaftssystem ein Ausgleich des Mangels durch Importe nur schwer möglich war. Im Gegenteil kürzte die Sowjetunion ihre Exporte in die DDR ab 1957 massiv und bestimmte gleichzeitig, dass aus der DDR mehr Fleisch exportiert werden müsse.

## Beachtung in der Bundesrepublik Deutschland
Die Zeit widmete der Kampagne nach dem Brief von Ulbricht an die Figuren einen Artikel. Sie schrieb von zwei munteren Tierchen, die auf den Volkseigenen Gütern, den Landwirtschaftlichen Produktionsgenossenschaften und auch bei Einzelbauern, wobei es letztere nach dem Plan der SED-Führung gar nicht mehr geben dürfe, unterwegs seien, um alarmierende Berichte im Neuen Deutschland abzugeben. Daraufhin sei die SED-Führung tätig geworden. Sie habe dabei allerdings nicht den Bericht des Landwirtschaftsministeriums erwähnt, in welchem nachzulesen war, dass Zehntausende Hektar landwirtschaftliche Flächen nicht beerntet und bestellt waren. Ulbricht habe es in dem Brief an Flora und Jolanthe vermieden, Schuldige zu nennen, sondern nur davon geschrieben, dass die LPGs sich zu sehr mit Bürokratie beschäftigten und dass sie außerdem weniger Vieh hielten, nur um weniger Futter-, Pflege- und Krankheitssorgen zu haben. Erwähnt wurde Ulbrichts Bemerkung zum hohen Butterverbrauch einschließlich des Zitats: „Betrachten es Staatsfunktionäre im Bezirk Rostock als ein erstrebenswertes Ziel, mit aller Gewalt die Zahl der Krankenhausinsassen mit Kreislaufstörungen zu erhöhen?“. Die Zeit schreibt weiter, dass diese Frage nur rhetorisch sei, da in der DDR, obwohl diese noch 1958 angeboten habe, ganz West-Berlin mit Milch und Gemüse zu versorgen, im Jahr 1959 Butter und Gemüse kaum in Geschäften angeboten werde.
Der Spiegel schrieb 1960 über die DFF-Sendungen mit Flora und Jolanthe, diese seien propagandistische Drangsal, welche in einer „steppendürren“ Dauerserie die geschwätzige Kuh Flora und das einer Disney-Figur nachempfundene Schwein Jolanthe zeige.

## Filmografie

### Flora, Jolanthe und viertausend Hühner
Der Film Flora, Jolanthe und viertausend Hühner, anderer Titel Geflügelintensivhaltung, ist ein am 22. April 1960 erstmals veröffentlichter Dokumentarfilm mit einer Laufzeit von sechzehn Minuten. Darin wird die LPG „August Bebel“ aus Wallwitz vorgestellt. Berichtet wird über Erfolge bei der Geflügelintensivhaltung.

### Flora, Jolanthe und der Nachwuchs
Flora, Jolanthe und der Nachwuchs, anderer Titel Vollmechanisierte Kälberaufzucht, ist ein am 26. August 1960 erstmals veröffentlichter Dokumentarfilm mit einer Lauflänge von vierzehn Minuten. Der Film berichtet über die Kälberaufzucht mit Milchaustauscher, um dadurch Vollmilch zu sparen.

### Krawall im Stall
Der Film Krawall im Stall, andere Titel Die Schweinegesellschaft und Akademie im Schweinestall, ist ein am 14. Juli 1961 erstmals veröffentlichter Animationsfilm mit Handpuppen. Beteiligt waren unter anderem Walter Später und Die vier Brummers. Der Film hat eine Lauflänge von knapp 5½ Minuten.
Die Kuh Flora und das Schwein Jolanthe kommen nachts mit einem Lastwagen in ein Dorf gefahren. Dort ist es überall ruhig außer im Schweinestall, wo die Schweine sich über ihre Unterbringung beschweren. Sie wollen nicht in Einzelbuchten stehen und fordern mehr Sauberkeit sowie Geselligkeit untereinander und freien Zugang zum Futter. Flora und Jolanthe erklären, wie der Stall umgebaut werden muss, und gemeinsam wird dies getan. Im neuen Stall wird eine Fütterungsautomatik eingebaut. Im umgebauten Stall mit Gruppenbuchten können danach sogar noch Schweine aus kleineren Beständen in Nachbarbetrieben einziehen. Nachdem nun alle zufrieden sind, beginnt ein geselliges Schweineleben. Gegen Ende des Films singt der Schweinechor ein Lied; Jolanthe bedient im weißen Kittel die ebenfalls neue Mahl- und Mischanlage, und Flora fährt mit dem Lkw zurück in die Stadt.